# Campoplex areolator
Campoplex areolator är en stekelart som beskrevs av Holmgren 1856. Campoplex areolator ingår i släktet Campoplex och familjen brokparasitsteklar. Inga underarter finns listade.